# Comisión Visca
Como Comisión Visca se conoce en la República Argentina a la comisión parlamentaria bicameral presidida por el diputado José Emilio Visca, a quien secundaba el diputado Rodolfo Decker, que fue creada en 1949 para investigar las denuncias de torturas aplicadas a opositores pero que en lugar de ello se dedicó a investigar y clausurar medios de prensa que no respondieran al gobierno, realizar allanamientos en distintos lugares e intervenir las existencias de papel de diario, de cuya adjudicación a los periódicos se hizo cargo.
Las primeras medidas de la comisión, integrada también por senadores, fue allanar las secciones administrativas de los diarios La Nación, La Prensa y Clarín, las agencias de noticias United Press International y Associated Press, el Jockey Club, el Automóvil Club Argentino y el Banco de Londres.
Cuando descubrieron que el Banco de la Provincia de Buenos Aires había otorgado un crédito de 216 millones de pesos a La Prensa para comprar una rotativa hicieron que fuera despedido el presidente del Banco, Arturo Jauretche. También secuestraron libros, como América Latina: Un país de Jorge Abelardo Ramos.
Las clausuras se hacían con las excusas más insignificantes o esgrimiendo "razones de seguridad, higiene y moralidad" y así un baño en malas condiciones era suficiente causa. La clausura alcanzó a fines de 1949 al diario El Intransigente de la ciudad de Salta, impreso en la histórica Imprenta de la Patria, cuyo propietario David Michel Torino estaba preso desde el año anterior; ya en 1950 los clausurados fueron las publicaciones comunistas La Hora y Orientación, La Nueva Provincia de Bahía Blanca, La Verdad de Quilmes, La Unión de Lomas de Zamora, Castellanos de Rafaela, La Capital de Rosario, Los Principios de Córdoba, Los Andes de Mendoza, El Liberal de Santiago del Estero, Democracia de Junín que dirigía Moisés Lebensohn, La Opinión de Pergamino y La Tierra, una vieja publicación de la Federación Agraria Argentina. Fueron alrededor de 70 periódicos los clausurados.
También clausuraron la organización de derechos humanos Liga Argentina por los Derechos del Hombre, una entidad que solía denunciar la represión del gobierno, las Bodegas Arizu y LR3 Radio Belgrano.
El 21 de diciembre se realizó la primera sesión extraordinaria en la Asociación de Abogados de Buenos Aires tratar el caso de Carlos Antonio Aguirre, obrero del diario La Prensa asesinado frente a los talleres del periódico, se condenaron los procedimientos policiales en el caso y se preparó una declaración. El 29 del mismo mes se aprobó una declaración condenando allanamiento y clausura del Colegio de Abogados de Tucumán, por la Comisión Visca, que se publicó el 4 de enero en algunos diarios y esa misma tarde entró en el local de la Asociación un subcomisario acompañado de varios policías uniformados. El funcionario le leyó a Amadeo Allocati, presidente de la entidad, –sin darle copia- la comunicación por la cual aquella Comisión pedía al jefe de policía la intervención y vigilancia de la Asociación y del estudio del presidente. A pesar de que esa nota no reunía los recaudos constitucionales necesarios para que pudiera cumplirse,  la medida se ejecutó de inmediato, con un agente uniformado, con la expresa recomendación de no permitir sacar libros ni papeles y de igual forma se procedió en el estudio del presidente. Esta guardia se mantuvo hasta la caída del gobierno el 16 de septiembre de 1955. Según quien era gerente de la Asociación y estuvo presente, se trataba de una provocación policial premeditada a la que Allocati no hizo el juego pues se buscaba la reacción que diera pie a la clausura.
Las medidas represivas de la prensa se completaron con la intervención de las existencias de papel de diario, de cuya adjudicación a los periódicos se hizo cargo el gobierno, por lo cual las publicaciones y sus directores debían solicitarle su entrega, que en algunos casos se autorizaba día a día, sometiendo a los responsables a un trato humillante. De todos modos, las publicaciones independientes debieron reducir drásticamente su tirada y el número de páginas.